# Paropsivora grisea
Paropsivora grisea là một loài ruồi trong họ Tachinidae.